# Dorfkirche Rehfeld (Kyritz)

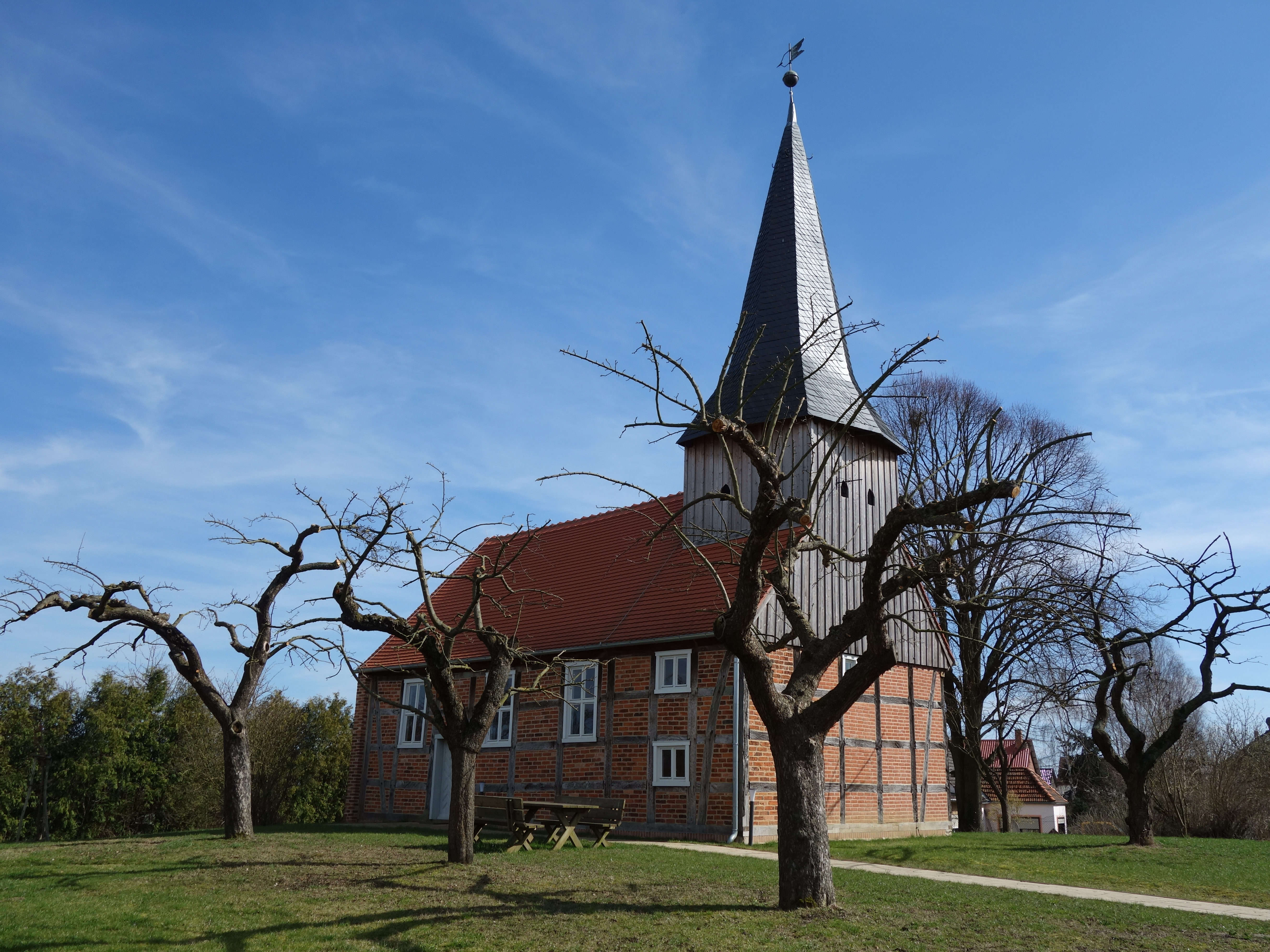
Dorfkirche Rehfeld

Die evangelische Dorfkirche Rehfeld ist eine Saalkirche in Rehfeld, einem Ortsteil der Stadt Kyritz im brandenburgischen Landkreis Ostprignitz-Ruppin. Die Kirchengemeinde gehört dem Pfarrsprengel Breddin-Barenthin im Kirchenkreis Prignitz der Evangelischen Kirche Berlin-Brandenburg-schlesische Oberlausitz an. Das Gebäude steht unter Denkmalschutz.

## Baubeschreibung
Es handelt sich um einen schlichten rechteckigen Fachwerkbau, der einer Inschrift über dem Türsturz zufolge im Jahr 1791 neu gebaut wurde. Über dem Westgiebel befindet sich ein verbretterter Dachturm mit einem achteckigen Schieferhelm. Das Ostjoch wurde im Jahr 1922 in Backstein erneuert. Das Innere der Kirche wurde im Jahr 1975 umgestaltet; dabei wurde die Empore abgetrennt. Zu den sehenswerten Ausstattungsmerkmalen gehört die polygonale Kanzel, die ehemals Teil eines Kanzelaltars aus dem Jahr 1705 war und Gemälde von Christus und den vier Evangelisten zeigt. Darüber hinaus sind neun Gemälde mit derben Darstellungen der Zehn Gebote aus dem 17. Jahrhundert aus Brüsenhagen zu sehen.